# Peter Poreku Dery
Peter Porekuu Dery (10 de maio de 1918 - 6 de março de 2008), originalmente Porekuu Der, foi um prelado ganês da Igreja Católica que serviu como arcebispo de Tamale de 1974 a 1994. Ele foi bispo de Wa de 1960 a 1974 e foi elevado ao posto de cardeal em 2006.
A causa de sua canonização começou em meados de 2013 e ele agora é chamado de Servo de Deus.

## Vida

### Educação e início de carreira
Porekuu Der nasceu em 1918 em Zimuopare na Paróquia de Ko, o quarto de dez filhos de Theodore Porekuu e Agnes Zoore na casa de seu tio Ngmankurinaa. Seu nascimento ocorreu logo após a morte de seu irmão mais velho. O povo de língua Dagaare do noroeste de Gana e do sul de Burkina Faso acredita que uma criança do sexo masculino nascida não muito tempo depois da morte de seu irmão mais velho imediato é a reencarnação do irmão falecido e ele recebe o nome adicional "Der" para demonstrar isso, uma prática que seus pais pagãos adotaram.
Converteu-se ao catolicismo romano e foi batizado juntamente com outros dez em Jirapa, em 24 de dezembro de 1932. Mudou então seu nome de "Der" para "Dery" e adotou o nome "Peter" em homenagem a São Pedro. Foi então enviado a Jirapa para se tornar catequista, a fim de poder retornar à sua aldeia e ensinar seu povo na fé católica.
Porekuu estudou para o sacerdócio em Navrongo de 1934 a 1939 e depois estudou filosofia e teologia no Seminário de São Vítor em Wiagha. Ele recebeu sua ordenação sacerdotal na Igreja de Santa Teresa em Nandom do Bispo Gérard Bertrand em 11 de fevereiro de 1951. Ele obteve um diploma em estudos sociais no colégio São Francisco Xavier em Antigonish no Canadá em 1958 e seu doutorado em teologia no Instituto Catequético Internacional "Lumen vitae" em Bruxelas, Bélgica, auxiliado por uma bolsa de estudos dos Cavaleiros de Colombo em 1957. Ele retornou a Gana em 1959 e serviu como vigário paroquial em Nandom e depois serviu como vigário-geral da Arquidiocese de Tamale até 1960.

### Bispo
O Papa João XXIII erigiu a Diocese de Wa em 3 de novembro de 1959 e em 16 de março de 1960 nomeou Porekuu seu primeiro bispo. Ele recebeu sua consagração episcopal na Basílica de São Pedro em 8 de maio do Papa João com os bispos Napoléon-Alexandre Labrie e Fulton J. Sheen como co-consagradores. Porekuu foi instalado em 10 de junho. Ele solicitou permissão às autoridades eclesiais competentes em Roma para traduzir a missa para o dagaare e cantá-la em melodias locais com instrumentos musicais locais; tendo recebido permissão, ele compôs a primeira missa em dagaare, um marco na "africanização" da Igreja ganense.
Porekuu participou do Concílio Vaticano II e, durante seu mandato, concentrou-se no envolvimento dos fiéis, bem como na educação e na promoção de vocações. Ele foi lembrado em Wa por dirigir um carro Datsun com alimentos de Wa a Accra por estradas precárias, apenas para poder se encontrar com as famílias de seus antigos paroquianos e distribuir alimentos às pessoas.
Ele foi nomeado Administrador Apostólico de Tamale em 1972 e então nomeado seu bispo em 18 de novembro de 1974. Ele foi o primeiro a ocupar esse cargo que não pertencia a uma ordem religiosa; seus predecessores foram todos membros dos Padres Brancos. Quando Tamale foi promovida ao status de arquidiocese metropolitana em 30 de maio de 1977, ele foi nomeado seu arcebispo.
De 1982 a 1988, atuou como presidente da Conferência Episcopal de Gana. Porekuu participou do Sínodo dos Bispos que o Papa João Paulo II convocou para 24 de novembro a 8 de dezembro de 1985, onde cada país tinha um único representante, o que permitiu ao mundo em desenvolvimento uma voz forte. Ele falou aos seus colegas sobre a necessidade de "enculturação", isto é, "o processo de adaptação do catolicismo às tradições indígenas". Ele disse: "A Santa Sé deve deixar espaço suficiente e sustentar o processo de inculturação para permitir que as igrejas jovens cresçam até a maturidade plena, assumindo sua própria identidade cultural em questões de vida e culto."  Ele participou de um sínodo semelhante em outubro de 1987.
Porekuu também serviu dois mandatos no Pontifício Conselho para os Leigos durante os pontificados de Paulo VI e João Paulo II. Ele apresentou sua renúncia como arcebispo ao atingir a idade de aposentadoria em 1993. Foi-lhe dito inicialmente que permaneceria arcebispo enquanto um sucessor fosse identificado; não muito depois de Porekuu sofrer um derrame, seu sucessor foi nomeado em 26 de março de 1994.
Numa visita ao Gana em 1996, o teólogo Stephen Bevans relatou ter assistido a uma cerimónia na catedral de Tamale "cheia de música e dança da forma como só os africanos sabem celebrar", com "o arcebispo idoso, Peter Porekuu Dary, a dançar à volta do altar enquanto o incensava em preparação para as oferendas".

### Cardeal
O Papa Bento XVI criou Porekuu Cardeal-Diácono de Sant'Elena fuori Porta Prenestina em 26 de março de 2006.
Porekuu estava numa cadeira de rodas e foi levantado para o estrado para permitir que o Papa Bento lhe entregasse o seu anel.

### Morte
Porekuu morreu dormindo em sua residência em Tamale em 6 de março de 2008. Ele ficou acamado pelos últimos sete meses de sua vida após machucar o quadril em uma queda em 2007. Após uma vigília em 31 de março no Jubilee Park, o cardeal Peter Turkson presidiu seu funeral em 1º de abril. O presidente de Gana, John Kufuor, e o vice-presidente Aliu Mahama compareceram com o arcebispo Peter Akwasi Sarpong de Kumasi, que ofereceu o sermão e Felix Owusu-Adjapong, líder da maioria no parlamento, prestou uma homenagem em nome do governo.

## Reconhecimento
Porekuu recebeu vários prêmios e reconhecimentos durante sua vida:
- Grande Medalha (divisão civil) – concedida em 13 de janeiro de 1974.
- Doutor Honoris Causa em Direito (da sua antiga faculdade no Canadá)
- Ordem da Estrela de Gana – concedida em 2007.

## Beatificação
Em junho de 2013, em uma missa memorial realizada em Tamale, foi anunciado que a causa de beatificação seria iniciada com o pedido formal apresentado à Congregação para as Causas dos Santos em 15 de junho de 2013. O nihil obstat (sem objeções) foi declarado em 13 de julho de 2013, o que permitiu que Porekuu fosse intitulado Servo de Deus. O processo diocesano começou em 9 de maio de 2015 em Tamale e foi encarregado de reunir documentação sobre sua vida e obras, bem como coletar testemunhos daqueles que conheceram o falecido cardeal. Até junho de 2016, um total de 45 pessoas foram entrevistadas como parte do processo. Testemunhos foram ouvidos em Tamale e Damongo, bem como em Yendi e Navrongo-Bolgatanga, com sessões sucessivas a serem ouvidas em Wa.
O postulador atual desta causa é o Dr. Waldery Hilgeman.